# Tetraclis
Tetraclis es un género con tres especies de plantas de flores perteneciente a la familia Ebenaceae. 

## Especies seleccionadas
- Tetraclis baroni
- Tetraclis clusiaefolia
- Tetraclis ebenifera